# Världscupen i backhoppning 2016/2017

## Sammanlagt herrar
| #   | Namn                | Poäng |
| --- | ------------------- | ----- |
| 1.  | Stefan Kraft        | 1665  |
| 2.  | Kamil Stoch         | 1524  |
| 3.  | Daniel-André Tande  | 1201  |
| 4.  | Andreas Wellinger   | 1161  |
| 5.  | Maciej Kot          | 985   |
| 6.  | Domen Prevc         | 963   |
| 7.  | Michael Hayböck     | 814   |
| 8.  | Markus Eisenbichler | 807   |
| 9.  | Peter Prevc         | 716   |
| 10. | Manuel Fettner      | 703   |

## Sammanlagt damer
| #   | Navn                       | Poeng |
| --- | -------------------------- | ----- |
| 1.  | Sara Takanashi             | 1455  |
| 2.  | Yuki Ito                   | 1208  |
| 3.  | Maren Lundby               | 1109  |
| 4.  | Katharina Althaus          | 776   |
| 5.  | Carina Vogt                | 723   |
| 6.  | Daniela Iraschko-Stolz     | 717   |
| 7.  | Ema Klinec                 | 630   |
| 8.  | Jacqueline Seifriedsberger | 544   |
| 9.  | Irina Avvakumova           | 541   |
| 10. | Svenja Würth               | 497   |